# Caliga
Caliga (latin; flertal caligae) er solide militærsandaler, som blev brugt af romerske legionærer og hjælpetropper.
Sandalerne var lavet af læder og snøret til over anklen. Sålen blev forstærket med jernnagler, der gav bedre holdbarhed, fodfæste og muligjorde, at soldaten kunne sparke fjenden.